# Video Electronics Standards Association
VESA, pour Video Electronics Standards Association, est un groupe de représentants de constructeurs de matériel informatique dont le but est de définir des standards vidéo et de normaliser certains composants en la matière.
C’est par exemple à cette organisation que l’on doit la compatibilité SVGA, les définitions 800 × 600 pixels et supérieures, et le bus VLB.
L'utilisation d'un écrans sous Linux est possible grâce aux pilotes open source de carte graphique compatibles VESA sont compatibles avec toutes les cartes compatibles VESA VBE 2.0. Des processeurs ARM utilisent des cartes graphiques différentes. Des pilotes spécifiques à chaque famille de carte graphique existent mais ne sont nécessaires que pour profiter des fonctionnalités d’accélération matérielles de certaines cartes qui vont au delà du standard VESA.

## Liste des standards VESA
- Standards obsolètes : VESA Feature Connector (VFC), VESA Advanced Feature Connector (VAFC), VESA Local Bus (VLB), VESA Enhanced Video Connector.
- VESA BIOS Extensions (VBE), permet d'utiliser des modes vidéo haute résolution et couleurs riches, via une interface logicielle commune à toutes les cartes graphiques compatibles.
- Display Data Channel (DDC), permet à un moniteur de s'identifier vis-à-vis de la carte vidéo à laquelle il est connecté. Le format de données utilisé s'appelle extended display identification data (EDID).
- VESA Display Power Management Signaling, permet d'interroger les moniteurs sur leur mode d'économie d'énergie.
- Digital Packet Video Link (DPVL), pour ne mettre à jour l'affichage que sur certaines parties de l'écran
- Flat Panel Display Interface (FPDI), standard de données et d'alimentation électrique pour des écrans plats.
- Flat Display Mounting Interface (FDMI), montage mécanique de l'écran sur un support mural.
- Generalized Timing Formula (GTF), méthode de génération de synchronisation de l'affichage, remplacée par Coordinated Video Timings (CVT).
- VESA Video Interface Port (VIP) et DisplayPort Standard des standards d'interfaçage vidéo.